# Фармацевтичні символи
Фармацевтичні символи — умовний знак, широко відомий і використовується для практичних цілей у фармації.
До найвідоміших символів медицини та фармації можна віднести наступні: змія; змія, що обвиває посох Асклепія-Ескулапа; змія, що обвиває чашу; дві змії, що обвивають жезл Гермеса-Меркурія; анк Імхотепа; серце на долоні; краплі крові та ін. Таким чином, в історичній традиції змія завдяки своїй мудрості була головним символом медицини та фармації протягом всього існування земної цивілізації.

## Історія розвитку

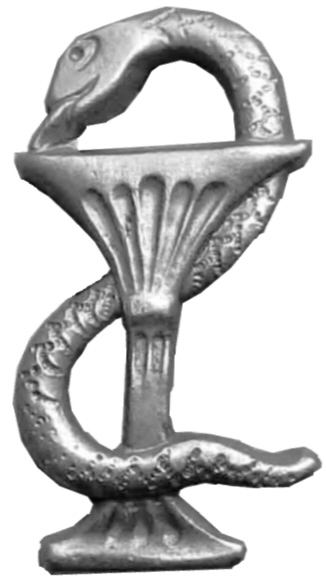
Келих Гігеї

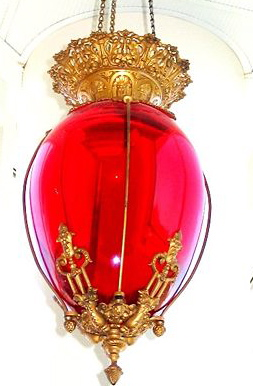
Аптечна куля

У Стародавній Греції виник культ найбільш близького та зрозумілого для людей бога зцілення Асклепія (Ескулапа у римлян), атрибути якого в різних модифікаціях стали пізніше основними символами медицини та фармації у багатьох народів світу. Культ Асклепія не був виключно релігійним. У давнину храми Асклепія (асклепійони) зазвичай розташовувалися в цілющих місцевостях, дубравах, біля джерел та, як правило, були своєрідними центрами медичної освіти та науки. Цей культ відіграв величезну роль у формуванні етичних норм лікарів та фармацевтів. В ім'я Асклепія та його роду у ІІІ ст. до н. е. була укладена відома «Клятва Гіппократа». За даними істориків в античному світі було близько 800 храмів на честь Асклепія.
Поступова спеціалізація основних галузей медицини та фармації призвела до того, що виникла «божественна родина» Асклепія. Його дружина Епіона — зціляла біль. До дітей Асклепія в античних міфах та легендах відносили: доньок — Гігіею, Панацею, Огле, Іазо; синів — Махаона, Подалірія, Телесфора, Яніска. Важливою фігурою серед божественних дітей Асклепія є його старша донька Гігієя — богиня здоров'я. Основні атрибути якої: чаша та змія — спочатку зображувалися окремо, пізніше вони були поєднані, так виникла одна з найпопулярніших загальномедичних емблем.
У Середньовічній Європі було багато символів аптечної справи, наприклад, такі як Аполон з луком та стрілами; носоріг; рука з аптекарською лопаткою; крокодил; лілія; ріг достатку але найчастіше емблемою аптекарів було зображення аптекарської ступки з товкачиком. З розвитком фармації старі середньовічні емблеми аптекарів поступово змінювалися на основні медичні символи.
Починаючи з XVIII століття в країнах Європи символом фармації стала змія, що обвиває чашу Гігієї або посох Асклепія. В Російській імперії для провізорів було засновано срібний знак із зображенням державного герба, внизу якого розміщувалася велика літера «П» (тобто провізор), знак було вкрито позолотою. Якщо провізор захищав дисертацію, то він отримував ступінь магістра фармації, на спеціальному знаці замість літери «П» стояло «МФ» — магістр фармації.
У XVII—XX ст. аптеки в США використовували спеціальну кулю як знак для неписьменних, що тут знаходиться аптека.